# 죽음의 키스
《죽음의 키스》(영어: Near Dark)는 1987년 미국의 호러 서부극 영화로, 서부극과 뱀파이어 소재를 합쳤다. 캐서린 비글로우 감독의 초기작으로 에이드리언 패스더, 제니 라이트, 랜스 헨릭슨, 빌 팩스턴이 출연했다.

## 출연진
- 에이드리언 패스더 - 케일럽 콜턴
- 제니 라이트 - 메이
- 랜스 헨릭슨 - 제시 후커
- 빌 팩스턴 - 세버런
- 저넷 골드스틴 - 다이아몬드백
- 조슈아 밀러 - 호머
- 마시 리즈 - 세라 콜턴
- 팀 토머슨 - 로이 콜턴
- 트로이 에번스 - 플레인클로시스
- 로저 에런 브라운 - 케이준 트럭 운전수
- 빌리 벡 - 모텔 직원
- S. A. 그리핀 - 모텔 경찰
- 니스 헌터 - 트럭에 있던 여자
- 테리사 랜들 - 트럭에 있던 여자
- 리오 지터 - 케일럽 친구